# Orthoporus asper
Orthoporus asper är en mångfotingart som först beskrevs av Carl Graf Attems 1950.  Orthoporus asper ingår i släktet Orthoporus och familjen Spirostreptidae. Inga underarter finns listade i Catalogue of Life.